# Preston Holder
Pour les articles homonymes, voir Holder.
Preston Holder, né à Wabash (Indiana) le 10 septembre 1907 et mort à Lincoln (Nebraska) le 3 juin 1980, est un archéologue et photographe américain, qui fut membre du groupe f/64, un collectif de photographes de San Francisco.